# Législature d'État du Nebraska
Capitole de l'État du Nebraska (Lincoln)
La législature d'État du Nebraska (en anglais : Nebraska Legislature) est le pouvoir législatif dans l'État américain du Nebraska. Cette législature a la particularité d'être le plus petit parlement, le seul  unicaméral et le seul où les élus ne sont pas répartis dans la salle par affiliation politique parmi les législatures d'États américains  (il existe des parlements unicaméraux, plus petits ou à la répartition non partisane dans certains territoires des États-Unis).
Le Parlement du Nebraska siège au Capitole de l'État, situé à Lincoln.

## Historique
À l'origine, le Nebraska avait adopté le système bicaméral. 
S'inspirant du parlement du Queensland en Australie, le sénateur George Norris fit campagne en 1931 pour réformer le pouvoir législatif du Nebraska et adopter un système unicaméral, estimant que le bicaméralisme était inefficace et un vestige du parlementarisme britannique. Les arguments sont aussi économiques, en pleine ère de la Dépression. En 1934, un amendement à la constitution de l'État (en) fut adopté, supprimant la Chambre des représentants et conférant ses pouvoirs au Sénat. 
Le nouveau parlement siégea pour la première fois en 1937. Les élus de la législature gardèrent néanmoins le titre de sénateur. 

## Composition

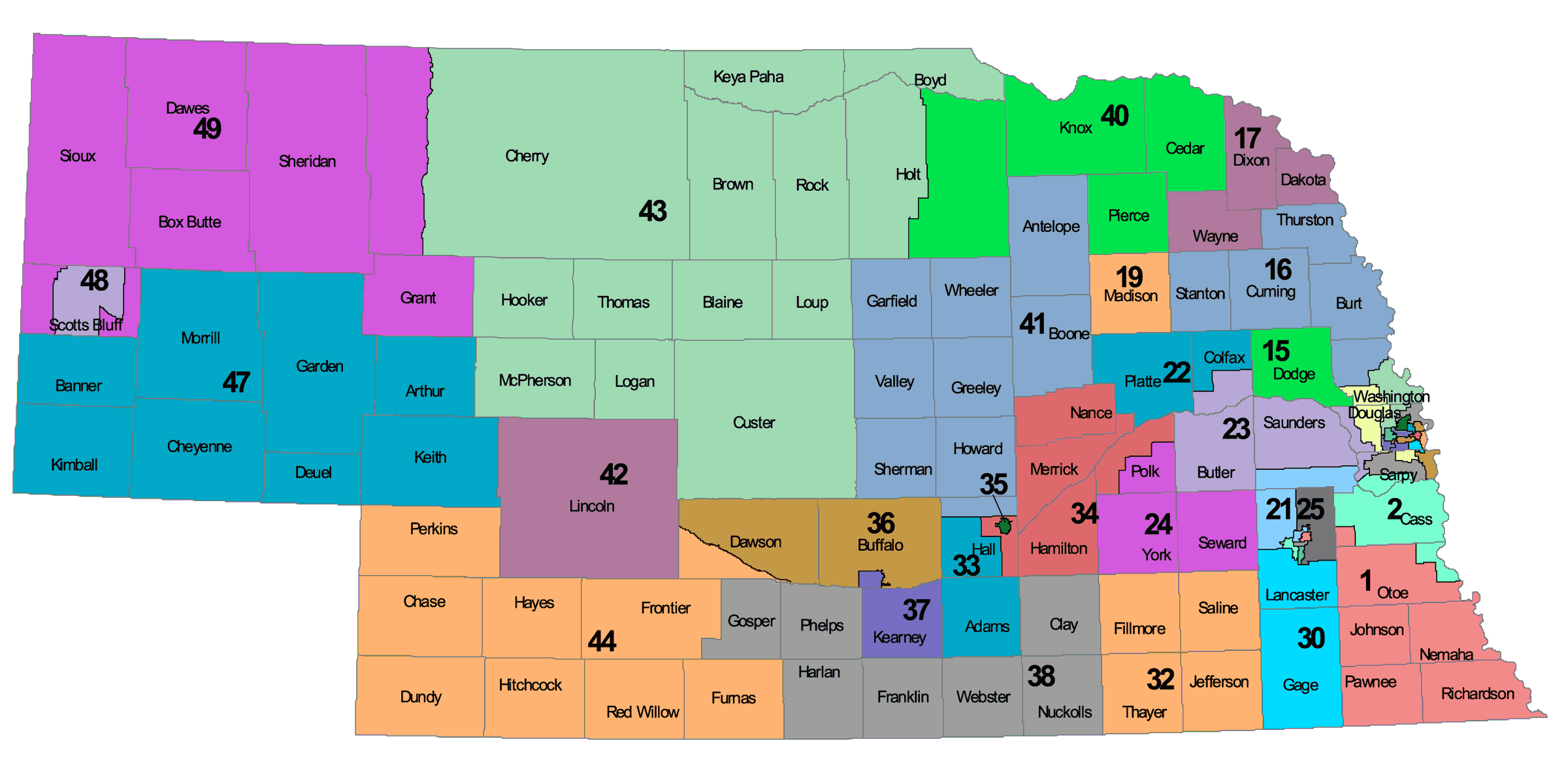
Districts législatifs du Nebraska.

La législature du Nebraska comprend 49 sénateurs, élus pour 4 ans et dont les sièges sont renouvelables par moitié tous les deux ans. Chaque sénateur représente un district général de 35 000 électeurs.
Le Nebraska a abandonné le système des élections primaires et organise une élection générale à deux tours permettant aux deux candidats arrivés en tête au premier tour de se présenter au second tour. L'élection est non partisane, c'est-à-dire que les partis n'interviennent pas dans le choix des candidats et que ceux-ci n'ont pas à faire valoir obligatoirement leur appartenance politique. 
Les sénateurs n'ont pas à s'organiser ensuite en fonction de groupes politiques et des coalitions ad hoc sont le plus souvent formées sur des bases géographiques, philosophiques ou autres. Dans les faits, les sénateurs du Nebraska ont tous une affiliation politique et les partis politiques ne manquent jamais de soutenir des candidats lors des élections bien que celles-ci soient non partisanes. 
De facto, depuis 1937, la législature est contrôlée par les républicains, souvent avec une période de super-majorité. 
Les sessions de la législature durent de 60 à 90 jours. Elle est présidée par un speaker en l'absence du lieutenant-gouverneur. L'administration de législature est organisée par le speaker, un directeur, un vice-directeur et six sénateurs. 
La législature vote les lois et peut outrepasser un veto du gouverneur par la majorité des deux tiers des voix. 

### Affiliation politiquede factodes membres de la législature
| Parti             | Nombre d'élus en 2020 |
| ----------------- | --------------------- |
| Parti républicain | 30                    |
| Parti démocrate   | 18                    |
| Indépendant       | 1                     |
| Total             | 49                    |